# Гавиезе
Га́виезе (латыш. Gavieze) — населённый пункт в Гробинском крае Латвии. Административный центр Гавиезской волости. Находится на региональной автодороге P106 (Эзере — Эмбуте — Гробиня). Расстояние до города Лиепая составляет около 21 км.
По данным на 2017 год, в населённом пункте проживало 212 человек. Есть волостная администрация, начальная школа, дом культуры, библиотека, фельдшерский пункт.

## История
В советское время населённый пункт был центром Гавиезского сельсовета Лиепайского района. В селе располагалась центральная усадьба колхоза «Бривиба».